# نظام شبكة فوجي

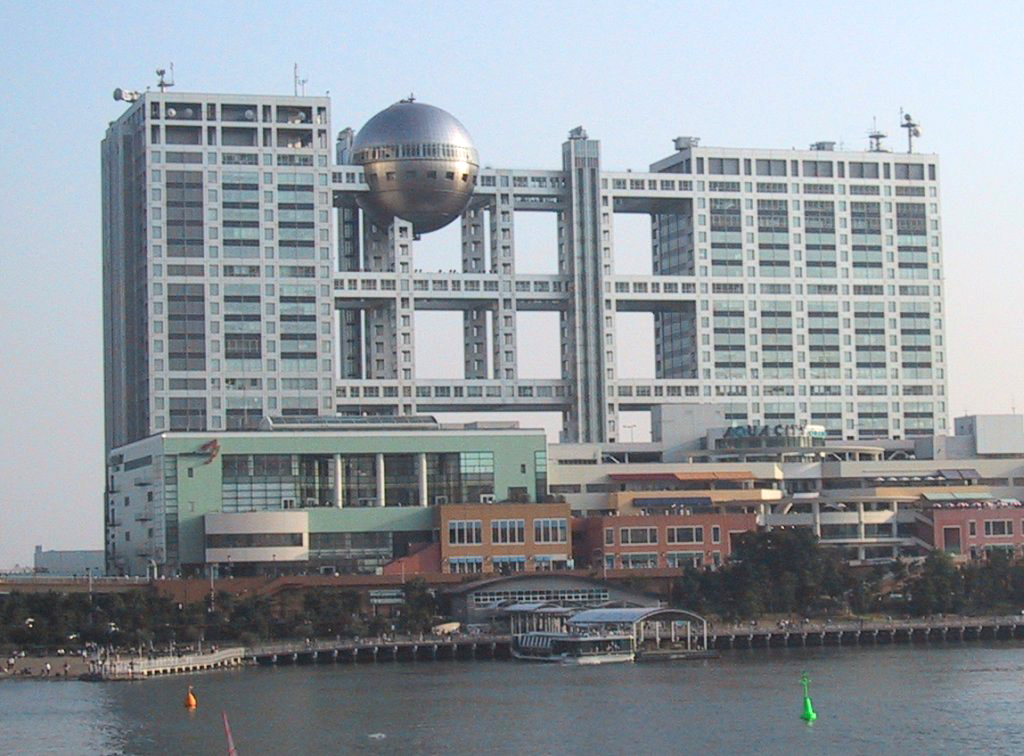

نظام شبكة فوجي (باليابانية: フジネットワークシステム) أو يعرف أختصاراً بFNS وهي شبكة تلفاز يابانية تعمل بواسطة تلفزيون فوجي والتي هي نفسها تسيطر عليها صحيفة سانكيه شيمبون. تنشر برامج الترفيه وغيرها من البرامج التلفزيونية غير الأخبار إلى 28 محطات تلفزيونية إقليمية.
أما نشرات أخبار التلفزيون الوطنية فتذاع عن طريق شبكة أخبار فوجي وهي شبكة أخرى تابعة لتلفزيون فوجي.

## محطات نظام شبكة فوجي
| أختصار المحطة والقناة                                                        | المحطة                                   | أشارة البث | مناطق البث (محافظات)                                               |
| ---------------------------------------------------------------------------- | ---------------------------------------- | ---------- | ------------------------------------------------------------------ |
| CX 8                                                                         | تلفزيون فوجي フジテレビ                  | JOCX-DTV   | طوكيو، كاناغاوا سايتاما، تشيبا، غونما، إيباراكي، توتشيغي وياماناشي |
| KTV 8                                                                        | تلفزيون كانساي 関西テレビ                | JODX-DTV   | أوساكا، هيوغو، كيوتو، نارا، شيغا, ,توكوشيما وواكاياما              |
| THK 1                                                                        | تلفزيون توكاي 東海テレビ                 | JOFX-DTV   | آيتشي، غيفو وميه                                                   |
| AKT 8                                                                        | تلفزيون أكيتا 秋田テレビ                 | JOBI-DTV   | أكيتا ومحافظة آوموري (جزء)                                         |
| EBC 8                                                                        | تلفزيون إهيمه テレビ愛媛                 | JOEI-DTV   | إهيمه                                                              |
| FTB 8                                                                        | تلفزيون فوكوي 福井テレビ                 | JOFI-DTV   | فوكوي                                                              |
| TNC 8                                                                        | تلفزيون نيشينيبون テレビ西日本           | JOJY-DTV   | فوكوكا و الجزء الغربي من محافظة ياماغونشي                          |
| FTV 8                                                                        | تلفزيون فوكوشيما 福島テレビ              | JOPX-DTV   | فوكوشيما                                                           |
| TSS 8                                                                        | تلفزيون شينهيروشيما テレビ新広島         | JORM-DTV   | هيروشيما و الجزء الشرقي من محافظة ياماغونشي                        |
| uhb 8                                                                        | أذاعة هوكايدو الثقافية 北海道文化放送    | JOBM-DTV   | هوكايدو                                                            |
| ITC 8                                                                        | تلفزيون إيشيكاوا 石川テレビ              | JOIH-DTV   | إيشيكاوا                                                           |
| mit 8                                                                        | تلفزيون إيواته مينكوي 岩手めんこいテレビ | JOYH-DTV   | إيواته ومحافظة آوموري (جزء)                                        |
| OHK 8                                                                        | أذاعة أوكاياما 岡山放送                  | JOOH-DTV   | كاغاوا وأوكاياما                                                   |
| KTS 8                                                                        | تلفزيون كاغوشيما 鹿児島テレビ            | JOKH-DTV   | كاغوشيما                                                           |
| KSS 8                                                                        | تلفزيون شمس كوتشي 高知さんさんテレビ     | JOQX-DTV   | كوتشي                                                              |
| TKU 8                                                                        | تلفزيون كوماموتو テレビ熊本              | JOZH-DTV   | كوماموتو                                                           |
| OX 8                                                                         | أذاعة سينداي 仙台放送                    | JOOX-DTV   | مياغي                                                              |
| UMK 3                                                                        | تلفزيون ميازاكي テレビ宮崎               | JODI-DTV   | ميازاكي                                                            |
| NBS 8                                                                        | أذاعة ناغانو 長野放送                    | JOLH-DTV   | ناغانو                                                             |
| KTN 8                                                                        | تلفزيون ناغاساكي テレビ長崎              | JOWH-DTV   | ناغاساكي                                                           |
| NST 8                                                                        | تلفزيون نييغاتا العام 新潟総合テレビ     | JONH-DTV   | نييغاتا                                                            |
| TOS 4                                                                        | تلفزيون أويتا テレビ大分                 | JOOI-DTV   | أويتا (تمت مشاركتها مع NNS)                                        |
| OTV 8                                                                        | تلفزيون أوكيناوا 沖縄テレビ              | JOOF-DTV   | أوكيناوا                                                           |
| sts 3                                                                        | تلفزيون ساغا サガテレビ                  | JOSH-DTV   | ساغا                                                               |
| TSK 8                                                                        | تلفزيون سان-إن المركزي 山陰中央テレビ    | JOMI-DTV   | شيمانه وتوتوري                                                     |
| SUT 8                                                                        | تلفزيون شيزوكا テレビ静岡                | JOQH-DTV   | شيزوكا                                                             |
| BBT 8                                                                        | تلفزيون توياما 富山テレビ                | JOTH-DTV   | توياما                                                             |
| SAY 8                                                                        | تلفزيون ساكورانبو さくらんぼテレビ       | JOCY-DTV   | ياماغاتا                                                           |
| لا توجد شركات (فروع) تابعة في محافظات آوموري، توكوشيما، ياماغوتشي وياماناشي. |                                          |            |                                                                    |
| BS08                                                                         | BS Fuji                                  | --         | كافة المناطق اليابانية (البث الساتلي (BS))                         |

## وصلات خارجية
- الموقع الرسمي  (باليابانية)